# Brynton Lemar
Brynton Lemar (ur. 23 stycznia 1995 w San Diego) – amerykański koszykarz, występujący na pozycjach rozgrywającego lub rzucającego obrońcy, posiadający także jamajskie obywatelstwo, aktualnie Unahotels Reggio Emilia.
15 sierpnia 2019 roku podpisał kontrakt ze Startem Lublin.
17 lipca 2020 został zawodnikiem tureckiego Gaziantepu. 15 lutego 2021 dołączył do włoskiego Unahotels Reggio Emilia.

## Osiągnięcia
Stan na 16 lutego 2021, na podstawie, o ile nie zaznaczono inaczej.
NCAA
- Uczestnik rozgrywek turnieju NCAA (2017)
- Mistrz:
  - turnieju konferencji Big West (2017)
  - sezonu regularnego Big West (2015)
- Zaliczony do:
  - I składu:
    - Big West (2017)
    - turnieju Big West (2017)
- Zawodnik tygodnia Big West (28.11.2016, 13.02.2017, 27.02.2017)
- Lider konferencji Big West w liczbie:
  - zdobytych punktów (581 – 2017)
  - oddanych rzutów z gry (432 – 2017)
  - celnych rzutów wolnych (143 – 2017)

Drużynowe
- Wicemistrz Polski (2020)

Indywidualne
- MVP:
  - miesiąca EBL (listopad 2019 – wspólnie z klubowym kolegą Demondem Carterem)[7]
  - tygodnia EBL (11 – 2019/2020)[8]
- Zaliczony do:
  - I składu EBL (2020 przez dziennikarzy)[9]
  - składu honorable mention ligi węgierskiej (2019)[10]